# فاضل الزاكي
فاضل بن عبد الجليل بن عباس الزاكي (1974 - الآن). هو رجل دين شيعي بحراني من قرية أبو صيبع.

## تدرجه في الحوزة
تخرج من الثانوية العامة سنة 1992، ثم التحق بحوزة علوي الغريفي الواقعة بمنطقة النعيم حيث درس فيها بعض المقدمات، ثم ذهب إلى قم لدراسة بقية المقدمات والشروع بدراسة السطوح.
ثم بدأ بحضور دروس البحث الخارج لكل من: المرجع الوحيد الخراساني، وموسى الشبيري الزنجاني، ومسلم الداوري، ومنير الخباز، وحسين الشاهرودي، وعيسى أحمد قاسم، وحسان سويدان العاملي.

## نشاطاته
- خلال بقائه في الحوزة العلمية بمدينة قم قام بتدريس العديد من المتون الحوزوية في الفقه وعلم الرجال لعدة سنوات، ولهالعديد من دروسه الصوتية على مواقع الإنترنت، وتوجد عند تلامذته المئات من أشرطة الدروس الأخرى المسجلة بصوته.
- كان عضواً في الهيئة العلمية لجامعة آل البيت بمدينة قم لعدة سنوات.
- في عام 2009؛ تم انتخابه لعضوية الهيئة المركزية في المجلس الإسلامي العلمائي بالبحرين في دورته الثانية، فترك الحوزة العلمية في قم، واستقر في البحرين حيث شغل منصب أمين سر الهيئة المركزية بالمجلس، ثم صار رئيساً للجنة الشرعية بالمجلس.
- يمارس التدريس حالياً في حوزة الإمام زين العابدين بقرية بني جمرة البحرانية.
- يؤم الجماعة حالياً في عدة مساجد بقريته أبو صيبع ويقوم بإلقاء المحاضرات الدينية في عدة مناطق بالبحرين.

## مؤلفاته
قام الزاكي بتحقيق بعض الكتاب ومنها فهرست علماء البحرين لسليمان الماحوزي. بالإضافة لذلك فإن له عدد من المؤلفات منها:
| - تلامذة العلامة الشيخ حسين آل عصفور. - العالم الرباني الشيخ ميثم البحراني. | - وقعة الحرة. |